# (7894) Rogers
(7894) Rogers (1994 XC1) – planetoida z pasa głównego asteroid okrążająca Słońce w ciągu 4,13 lat w średniej odległości 2,57 j.a. Odkryta 6 grudnia 1994 roku.